# Lijst van bijpersonen van That '70s Show
Hieronder een lijst met de belangrijkste bijpersonen van de Amerikaanse sitcom That '70s Show
Minstens één seizoen belangrijke rollen:
- Pamela "Pam" Burkhart (Brooke Shields),moeder van Jacky)
- Red Forman (Kurtwood Smith), de strenge vader van Eric Forman, weinig gastvrij gastheer van de bende
- Kitty Forman, de moeder van Eric Forman
- Bob Pinciotti (Don Stark), de vader van Donna Pinciotti
- Randy Pearson (Josh Meyers), in het laatste seizoen opvolger van Eric als bende-uitblinker
- Laurie Forman, boosaardige sirene, de zus van Eric Forman
- Midge Pinciotti, de moeder van Donna Pinciotti
- Leo Chingkwake (Tommy Chong), een vriend van de hoofdpersonen

Andere nevenpersonages:
- Casey Kelso (Luke Wilson), de broer van Michael Kelso
- Pastor Dave (Kevin McDonald), de lokale pastoor en vriend van de familie Forman
- Bud Hyde, de stiefvader van Steven Hyde
- William Barnett, de vader van Steven Hyde
- Mitch Miller (Seth Green)
- Charlie Richardson (Bret Harrison)
- Timmy (Paul Connor)
- Pam Macey, de ex-vriendin van Michael Kelso
- Big Rhonda, de ex-vriendin van Fez
- Bernice Forman, de moeder van Red Forman
- Burt Sigurdson, de vader van Kitty Forman
- Bea Sigurdson, de moeder van Kitty Forman
- Joanne Stupak, een vriendin van Bob Pinciotti
- Roy Keene (Jim Gaffigan)
- Edna Hyde, de moeder van Steven Hyde
- Samantha, de ex-vrouw van Steven Hyde

- Familie Forman
- Familie Pinciotti
- Familie Hyde

- Mark Brazill, bedenker van de serie
- Bonnie & Terry Turner, bedenkers van de serie
- David Trainer, regisseur van alle afleveringen
- Linda Wallem, producer van de serie